# Torsten Liljeberg
Evald Johan Torsten ”Nappus” Liljeberg, född 26 oktober 1916 i Helsingfors, död 26 februari 2019 i Helsingfors, var en finlandssvensk elitkanotist.
Han var ett av de stora namnen inom kanotsport i Finland med 43 finländska mästerskap i alla årsklasser. Han var aktiv under den tid då kanotsport var som störst i Finland.
Han var veteran från både Vinterkriget och Fortsättningskriget. Han hade med en kanot till fronten och fick permission för att delta i finska mästerskap under kriget.
Till yrket var Liljeberg telefonmekaniker. Han arbetade för Helsingfors telefonförening i 45 år.
Liljeberg bodde hela sitt liv på Drumsö i Helsingfors.